# Membri ai Academiei Române - T
Aceasta este o listă a tuturor membrilor Academiei Române ale căror nume încep cu litera T, începând cu anul înființării Academiei Române (1866) până în prezent.
- Orest Tafrali (1876 - 1937), istoric, membru corespondent (1936)
- Ioan Tanoviceanu (1858 - 1917), jurist, membru corespondent (1897)
- Gheorghe Tașcă (1875 - 1951), economist, membru corespondent (1926)
- Cătălin Tănase (n. 1962), biolog, membru corespondent (2018)
- Ion Tănăsescu (1892 - 1959), chimist, membru titular (1955)
- Tudor A. Tănăsescu (1901 - 1961), inginer, membru corespondent (1952)
- Gheorghe Tătărescu (1886 - 1957), om politic, membru de onoare (1937)
- Grigore Taușan (1874 - 1952), filosof, membru de onoare (1939)
- Constantin Ionescu-Târgoviște (n. 1937), medic, membru corespondent (2003)
- Nicolae Teclu (1839 - 1916), chimist, membru titular (1879)
- Gheorghe Tecuci (n. 1954), inginer, membru titular (1993)
- Alfred Teitel (1900 - 1980), medic, membru post-mortem (2006)
- Pompiliu Teodor (1930 - 2001), istoric, membru corespondent (1990)
- Nicolae Teodoreanu (1889 - 1977), medic veterinar, membru corespondent (1952)
- Anibal Teodorescu (1881 - 1971), jurist, membru corespondent (1945)
- Emanoil C. Teodorescu (1866 - 1949), botanist, membru titular (1945)
- Horia-Nicolai Teodorescu (n. 1951), inginer, membru corespondent (1993)
- Nicolae-Victor Teodorescu (1908 - 2000), matematician, membru titular (1963)
- Paul Teodorescu (1888 - 1981), general, membru corespondent (1938)
- Virgil Teodorescu (1909 - 1987), scriitor, membru corespondent (1974)
- Friedrich Teutsch (1852 - 1933), episcop, istoric, membru de onoare (1919)
- Basil Theodorescu (1891 - 1967), medic, membru titular (1965)
- Răzvan Theodorescu (1939 - 2023), istoric al culturii, istoric de artă, membru titular (2000)
- Alexandru Timotin (1925 - 2007), inginer, membru titular (1999)
- Nicolae Tipei (1913 - 1999), inginer, membru corespondent (1963)
- Nicolae Titulescu (1882 - 1941), diplomat, om politic, membru titular (1935)
- Grigore Tocilescu (1850 - 1909), istoric, arheolog, epigrafist, folclorist, membru titular (1890)
- Alexandru Todea (1912 - 2002), cardinal, membru de onoare (1992)
- Sigismund Toduță (1908 - 1991), compozitor, muzicolog, membru corespondent (1991)
- Alexandru Toma (1875 - 1954), scriitor, membru titular (1948)
- Constantin I. Toma (n. 1935), botanist-morfolog, membru corespondent (1991)
- Victor Toma (1922 - 2008), inginer, membru de onoare (1993)
- Ioan Tomescu (n. 1942), matematician, membru titular (2021)
- Vasile Tonoiu (1941 - 2023), filosof, membru titular (2003)
- George Topîrceanu (1886 - 1937), scriitor, membru corespondent (1936)
- Ilie E. Torouțiu (1888 - 1953), critic, istoric literar, folclorist, traducator, membru corespondent (1936)
- Vladimir Trebici (1916 - 1999), demograf, sociolog, membru titular (1992)
- Radu Z. Tudose (1928 - 2008), inginer chimist, membru corespondent (1991)
- Victor Tufescu (1908 - 2000), geograf, membru titular (1992)
- Dan Tufiș (n. 1954), inginer, membru corespondent (1997)
- Alexandru Tzigara-Samurcaș (1872 - 1952), istoric de artă, membru corespondent (1938)